# Prof. T.Alent
Profesor T. Alent – fikcyjna postać z komiksów z serii Tytus, Romek i A’Tomek.

## Profesor w komiksie
Profesora T. Alenta (z wydań książeczkowych przygód o Tytusie) poznajemy w księdze VIII jako pracownika Centralnego Ośrodka Wybryków Kosmicznych. Jest on konstruktorem większości pojazdów i gadżetów, którymi posługują się chłopcy w swoich przygodach. Często obdarowuje chłopców karaluszkami sobiemaszkami i białymi myszkami, których prowadzi hodowlę. Potrafi upiec pyszny makowiec.

### Księgi w których występuje prof. T. Alent
- Tytus, Romek i A’Tomek księga VIII – Tytus zdobywa sprawność astronoma
- Tytus, Romek i A’Tomek księga XII – Operacja Bieszczady 40
- Tytus, Romek i A’Tomek księga XIII – Wyprawa na wyspy Nonsensu
- Tytus, Romek i A’Tomek księga XIV – Nowe metody nauczania
- Tytus, Romek i A’Tomek księga XV – Tytus geologiem
- Tytus, Romek i A’Tomek księga XVI – Tytus dziennikarzem
- Tytus, Romek i A’Tomek księga XVII – Umuzykalnienie Tytusa
- Tytus, Romek i A’Tomek księga XVIII – Tytusa plastykiem
- Tytus, Romek i A’Tomek księga XX – Druga wyprawa na wyspy Nonsensu
- Tytus, Romek i A’Tomek księga XXI – Tytus wśród mrówek
- Tytus, Romek i A’Tomek księga XXII – Tytus gangsterem
- Tytus, Romek i A’Tomek księga XXIII – Tytus w walce z narkotykami
- Tytus, Romek i A’Tomek księga XXIV – Tytus w NATO
- Tytus, Romek i A’Tomek księga XXV – Tytus się żeni
- Tytus, Romek i A’Tomek księga XXVI – Podróż poślubna Tytusa
- Tytus, Romek i A’Tomek księga XXVII – Tytus graficiarzem
- Tytus, Romek i A’Tomek księga XXVIII – Tytus internautą
- Tytus, Romek i A’Tomek księga XXIX – Tytus piernikarzem
- Tytus, Romek i A’Tomek księga XXX – Wyprawa po owoce chichotu
- Tytus, Romek i A’Tomek księga XXXI – Tytus kibicem

## Profesor poza komiksem
Postać profesora T. Alenta pojawia się w większości ksiąg z przygodami Tytusa, Romka i A'Tomka. Występuje także w muzycznej sztuce teatralnej  Anny Amarylis i Jerzego Boma Tytus, Romek i A'Tomek z 1985 roku, gdzie grali go Zygmunt Rzuchowski, Aleksander Rządkowski, Jerzy Statkiewicz i Sławomir Misiurewicz. Sztuka grana była w latach 1985-1987 w teatrach w Warszawie (Teatr Rozmaitości), Łodzi (Teatr im. Stefana Jaracza) i Zabrzu (Teatr im. Gustawa Morcinka). Występuje również w filmie animowanym Tytus, Romek i A’Tomek wśród złodziei marzeń w reżyserii Leszka Gałysza z 2002 roku, gdzie dubbinguje go Paweł Szczesny.
Profesor T. Alent pojawia się także w teledysku do piosenki Banan i drzewo zespołu Blenders (zrealizowanym przez Marka Kuźnickiego), w którym wykorzystane zostały animowane wstawki z bohaterami serii.
W latach 2013–2018 zorganizowana została wystawa „Fantastyczne pojazdy profesora T. Alenta”, będąca prezentacją pojazdów i konstrukcji profesora T. Alenta, na którą składały się oryginalne ilustracje i plany pojazdów autorstwa H. J. Chmielewskiego oraz ich fizyczne modele w skali 1:1, były także dodatkowe atrakcje multimedialne. Wystawa prezentowana była m.in. w Łowiczu, Łodzi, Szczecinie i Wrocławiu.

## Urządzenia skonstruowane przez prof. T. Alenta
- Aparacik – urządzenia do przenoszenia w czasie i przestrzeni, (księga VIII)
- Slajdolot i Sladolot 2 – pojazdy latające przypominające rzutniki do przeźroczy (księga XIII)
- Gwizdkolot pojazd latający przypominający gwizdek (księga XIV)
- Sensofalograf – przyrząd do pomiaru nasycenia mózgu wiedzą (księga XIV)
- Elektroantycymbałolograf – maszyna do wyjaławiania mózgu (księga XIV)
- Elektroabecadłowpychogłów – prototyp maszyny do ekspresowej nauki czytania i pisania (księga XIV)
- Rhinokukunamuniu – urządzenie szybkiej do nauki przez wąchanie (księga XIV)
- Wkrętacz – pojazd do badań podziemnych (księga XV)
- Syfonolot – pojazd latający przypominający budową syfon (księga XVI)
- Okarynolot – prom kosmiczny (księga XVII)
- Mandola – lądownik (księga XVII)
- Arerografolot – pojazd latająco-pływający (księga XVIII)
- Wideobzikolot – pojazd latający (księga XX)
- Policyjny pies elektronowy Cyber (księga XXII)
- Gangsterolot 0-1 – pojazd latający (księga XXII)
- Bzikotykolot – pojazd latający podobny do strzykawki (księga XXIII)
- Wannatolot – pojazd latający (księga XXIV)
- Zeppelin – pojazd latający (księga XXV)
- Lovelot – pojazd latający w kształcie serca (księga XXVI)
- Suszarkolot – pojazd latający przypominający suszarkę do włosów (księga XXVIII)
- Kapustogrocholot – pojazd latający (księga XXX)